# تيريل ويلكس
تيريل ويلكس (بالإنجليزية: Terrell Wilks)‏ هو منافس ألعاب قوى أمريكي، ولد في 30 ديسمبر 1989 في نيو هيفن في الولايات المتحدة.

## وصلات خارجية
- تيريل ويلكس على موقع الاتحاد الدولي لألعاب القوى (الإنجليزية)
- تيريل ويلكس على موقع الدوري الماسي (الإنجليزية)
- تيريل ويلكس على موقع TFRRS.org (الإنجليزية)